# Miguel Quesada
Miguel Quesada Cerdán (Albacete, 4 de gener de 1933 – València, 6 de novembre de 2020) fou un autor de còmics espanyol adscrit a l'Escola Valenciana de còmic. Era el germà petit del també dibuixant Pedro Quesada.

## Biografia
Quan Miguel Quesada tenia 13 anys, el 1946 va començar a escriure els guions de la sèrie La Pandilla de los Siete que dibuixava el seu cunyat, Manuel Gago i a partir del seu número 15 també es va passar a encarrergar de la seva part gràfica. Aquesta sèrie va ser un gran èxit de l'Editorial Valenciana i narra les aventures d'un grup d'adolescents.
El 1947 va anar a viure a València i va dibuixar per l'editorial Bruguera el còmic Ted el pelirrojo (1947) i per l'editorial Valenciana, Los exploradores del Universo (1948). En aquesta última editorial va començar la seva col·laboració amb el seu germà, el guionista Pedro Quesada. Altres revistes en les que va treballar de l'editorial Valenciana foren Jaimito, S.O.S. i Juventud Audaz; en aquestes hi va crear les aventures de Kormak el Vikingo i El Justiciero Negro.
A començaments de la dècada de 1950 Quesada va començar a treballar per l'editorial Maga, en la que va arribar a ser el seu director artístic. El 1951 va començar a publicar les obres guionitzades pel seu germà Pedro, El sargento invencible, Pacho Dinamita (sobre el món de la boxa i Tony y Anita, que va ser una de les publicacions amb més èxit de l'editorial.
A mitjans dels anys 50 va rellevar a José Ortiz en el dibuix de la sèrie Pequeño Pantera Negra però la va haver d'interrompre per a fer el servei militar. Aquesta col·lecció va tenir un gran èxit, va arribar als 329 números i va ser la protagonista de la revista Pantera Negra en la qual Quesada va participar de manera ocasional. Quesada, en una entrevista, va destacar el seu guió a la sèrie d'El Duque Negro (1958).
Miguel Quesada ha fet molts treballs en el camp del còmic i la il·lustració. Una de les obres més destacades de l'autor és una edició del Quixot en còmic.
El 1999 va guanyar el Gran Premi del Saló Internacional del Còmic de Barcelona compartit, a títol pòstum, amb el seu germà Pedro, que havia mort el 1988. El 2000 va rebre la medalla d'or al Mèrit de les Belles Arts, cosa que el va convertir en el primer dibuixant de còmics a guanyar aquest premi.

## Obres
| Anys | Títol                             | Guionista                     | Tipus           | Publicació                          |
| ---- | --------------------------------- | ----------------------------- | --------------- | ----------------------------------- |
| 1945 | La pandilla de los siete          | Miguel Quesada, Pedro Quesada | Serial          | Editorial Valenciana                |
| 1951 |                                   |                               | Historieta breu | Leyenda y fantasía (Editorial Maga) |
| 1951 | Pacho Dinamita                    | Pedro Quesada                 | Serial          | Editorial Maga                      |
| 1951 | Tony y Anita                      | Pedro Quesada                 | Serial          | Editorial Maga                      |
| 1954 | Dan Barry, el Terremoto núm. 47   | Leopoldo Ortiz                | Serial          | Editorial Maga                      |
| 1956 | Pantera Negra núm. 13-18 y 33-54  | Pedro Quesada                 | Serial          | Editorial Maga                      |
| 1958 | Pequeño Pantera Negra núm. 55-177 | Pedro Quesada                 | Serial          | Editorial Maga                      |